# Grunt (программное обеспечение)
Grunt  (англ.) — менеджер задач для автоматического выполнения рутинных операций (например, минификация, тестирование, объединение файлов), написанный на языке программирования JavaScript. Программное обеспечение использует командную строку для запуска задач, определённых в файле Gruntfile. Распространяется через менеджер пакетов NPM под лицензией MIT.
Создан Беном Алманом для Node.js в 2012 году.
На 2017 год насчитывается более 6 200 плагинов.
Программное обеспечение используется в Adobe Systems, jQuery, Twitter, Mozilla, Bootstrap, Cloudant, Opera, WordPress, Walmart и Microsoft.
Развитием Grunt стал менеджер Gulp.